# فريدريك دي لافرسناي
البارون نول فريديريك أرماند أندريه دي لافرسناي (بالفرنسية: Baron Nöel Frédéric Armand André de Lafresnaye)‏ (وُلد في 24 يوليو 1783 وتُوفي في 14 يوليو 1861) كان عالم طيور فرنسي وجامعاً للطيور.
وُلد لافرسناي لعائلة أرستقراطية في قلعة لافرسناي في فاليز، نورماندي. وقد كان لديهِ اهتمام مبكر بعلم التاريخ الطبيعي، ولا سيما علم الحشرات، ثم غير توجهه إلى علم الطيور بعد حصولهِ على مجموعة من الطيور الأوروبية.
وصف لافرسناي عدداً من أنواع الطيور الجديدة، بعضها مع ألسايد دوربيغني، وجمع مجموعة من جلود الطيور في منزلهِ حيث بلغ عددها ما يفوق 8000 عينة، وبعد وفاته أشترى هذهِ المجموعة جامع الطيور الأمريكي هنري براينت وتبرع بها لجمعية التاريخ الطبيعي في بوسطن. والذي تم نقله إلى متحف علم الحيوان المقارن في عام 1914.
سُمِّت عدة أنواع من الطيور باسمه منها: متسلق خشب لافرسناي وأبو مشول لافرسناي.

## أعماله
- Contributions à l'ornithologie, 1832 - Contributions to ornithology.
- Catalogue des oiseaux de la collection de feu Mr. le bon. de Lafresnaye de Falaise, 1833 - Catalog of birds from the collection of Lafresnaye.
- Essai d'une nouvelle manière de grouper les genres et les espèces de l'ordre des passereaux (Passeres L.) d'après leurs rapports de moeurs et d'habitation, 1838 - Essay on a new method of grouping the genera and species of the order عصفوريات، etc.[6]
- Monographie du genre Dendrocolaptes, 1849 - Monograph on the genus Dendrocolaptes.
- Sur quelques espèces d'oiseaux nouveaux ou peu connus du Chili et de la Colombie, 1855 - On some new, little known avian species of تشيلي and كولومبيا.[7]